# Asheboro
Asheboro és una població dels Estats Units i seu del comtat de Randolph a l'estat de Carolina del Nord. Segons el cens del 2007 tenia 24.176 habitants.

## Demografia
Segons el cens del 2000, Asheboro tenia 21.672 habitants, 8.756 habitatges i 5.516 famílies. La densitat de població era de 545,5 habitants per km².
Dels 8.756 habitatges en un 30,2% hi vivien nens de menys de 18 anys, en un 45,9% hi vivien parelles casades, en un 12,5% dones solteres, i en un 37% no eren unitats familiars. En el 31,6% dels habitatges hi vivien persones soles el 12,8% de les quals corresponia a persones de 65 anys o més que vivien soles. El nombre mitjà de persones vivint en cada habitatge era de 2,4 i el nombre mitjà de persones que vivien en cada família era de 3,01.
Per edats la població es repartia de la següent manera: un 24,1% tenia menys de 18 anys, un 10,5% entre 18 i 24, un 30,7% entre 25 i 44, un 19,6% de 45 a 60 i un 15,1% 65 anys o més.
L'edat mediana era de 34 anys. Per cada 100 dones de 18 o més anys hi havia 93,1 homes.
La renda mediana per habitatge era de 31.676 $ i la renda mediana per família de 39.397 $. Els homes tenien una renda mediana de 27.280 $ mentre que les dones 21.834 $. La renda per capita de la població era de 17.382 $. Entorn del 12,5% de les famílies i el 15,8% de la població estaven per davall del llindar de pobresa.

## Poblacions més properes
El següent diagrama mostra les poblacions més properes.